# Cootie and The Boys from Harlem
Cootie Williams and The Boys from Harlem è un album discografico di raccolta del trombettista jazz statunitense Cootie Williams, pubblicato dall'etichetta discografica svedese Tax Records nel 1970.

## Tracce
Lato A
1. Alabamy Home – 3:01 (Dave Ringle, Duke Ellington) – Registrato il 25 marzo 1937 a New York
2. Night Song – 2:46 (Juan Tizol, Jimmy Mundy) – Registrato il 22 giugno 1939 a New York
3. Toasted Pickles – 2:37 (Cootie Williams) – Registrato il 15 febbraio 1940 a New York
4. Watchin' – 2:54 (Irving Mills, Henry Nemo) – Registrato il 26 ottobre 1937 a New York
5. Pigeons and Peppers – 2:53 (Duke Ellington) – Registrato il 26 ottobre 1937 a New York
6. Swingtime in Honolulu – 2:43 (Duke Ellington, Henry Nemo, Irving Mills) – Registrato il 4 aprile 1938 a New York
7. Beautiful Romance – 2:43 (Duke Ellington, Cootie Williams, Lupin Fein) – Registrato il 28 febbraio 1939 a New York
8. Carnival in Caroline – 2:22 (Duke Ellington, Henry Nemo, Irving Mills) – Registrato il 4 aprile 1938 a New York

Lato B
1. My Honey's Lovin' Arms – 2:47 (Herman Ruby, Joseph Meyer) – Registrato il 25 marzo 1937 a New York
2. Black Beauty – 2:45 (Duke Ellington) – Registrato il 22 giugno 1939 a New York
3. Diga Diga Doo – 2:53 (Dorothy Fields, Jimmy McHugh) – Registrato l'8 marzo 1937 a New York
4. She's Gone – 3:00 (Duke Ellington, Cootie Williams) – Registrato il 28 febbraio 1939 a New York
5. Boudoir Benny – 2:49 (Duke Ellington, Cootie Williams) – Registrato il 28 febbraio 1939 a New York
6. The Boys from Harlem – 2:19 (Duke Ellington) – Registrato il 21 dicembre 1938 a New York
7. Gal-Avantin' – 2:21 (Duke Ellington) – Registrato il 21 dicembre 1938 a New York
8. Sharpie – 2:43 (Irving Mills) – Registrato il 2 agosto 1938 a New York

## Musicisti
Alabamy Home

The Gotham Stompers
- Cootie Williams - tromba
- Sandy Williams - trombone
- Barney Bigard - clarinetto
- Johnny Hodges - sassofono alto
- Harry Carney - sassofono baritono
- Tommy Fulford - pianoforte
- Bernard Addison - chitarra
- Billy Taylor - contrabbasso
- Chick Webb - batteria

Night Song

Cootie Williams and His Rug Cutters
- Cootie Williams - tromba
- Barney Bigard - clarinetto, sassofono tenore
- Johnny Hodges - sassofono soprano, sassofono alto
- Harry Carney - sassofono baritono
- Duke Ellington - pianoforte
- Billy Taylor - contrabbasso
- Sonny Greer - batteria

Toasted Pickle

Cootie Williams and His Rug Cutters
- Cootie Williams - tromba
- Barney Bigard - clarinetto, sassofono tenore
- Harry Carney - sassofono baritono
- Duke Ellington - pianoforte
- Jimmy Blanton - contrabbasso
- Sonny Greer - batteria

Watchin'

Cootie Williams and His Rug Cutters
- Cootie Williams - tromba
- Jerry Kruger - voce
- Juan Tizol - trombone
- Barney Bigard - clarinetto, sassofono tenore
- Otto Hardwicke - sassofono alto
- Harry Carney - sassofono baritono
- Duke Ellington - pianoforte
- Billy Taylor - contrabbasso
- Sonny Greer - batteria

Pigeons and Peppers

Cootie Williams and His Rug Cutters
- Cootie Williams - tromba
- Juan Tizol - trombone
- Barney Bigard - clarinetto, sassofono tenore
- Otto Hardwicke - sassofono alto
- Harry Carney - sassofono baritono
- Duke Ellington - pianoforte
- Billy Taylor - contrabbasso
- Sonny Greer - batteria

Swingtime in Honolulu

Cootie Williams and His Rug Cutters
- Cootie Williams - tromba
- Jerry Kruger - voce
- Joe Nanton - trombone
- Barney Bigard - clarinetto, sassofono tenore
- Johnny Hodges - sassofono soprano, sassofono alto
- Duke Ellington - pianoforte
- Fred Guy - chitarra
- Billy Taylor - contrabbasso
- Sonny Greer - batteria

Beautiful Romance

Cootie Williams and His Rug Cutters
- Cootie Williams - tromba
- Barney Bigard - clarinetto, sassofono tenore
- Johnny Hodges - sassofono soprano, sassofono alto
- Harry Carney - sassofono baritono
- Duke Ellington - pianoforte
- Billy Taylor - contrabbasso
- Sonny Greer - batteria

Carnival in Caroline

Cootie Williams and His Rug Cutters
- Cootie Williams - tromba
- Jerry Kruger - voce
- Joe Nanton - trombone
- Barney Bigard - clarinetto, sassofono tenore
- Johnny Hodges - sassofono soprano, sassofono alto
- Harry Carney - sassofono baritono
- Duke Ellington - pianoforte
- Fred Guy - chitarra
- Billy Taylor - contrabbasso
- Sonny Greer - batteria

My Honey's Lovin' Arms

The Gotham Stompers
- Cootie Williams - tromba
- Ivie Anderson - voce
- Sandy Williams - trombone
- Barney Bigard - clarinetto
- Johnny Hodges - sassofono alto
- Harry Carney - sassofono baritono
- Tommy Fulford - pianoforte
- Bernard Addison - chitarra
- Billy Taylor - contrabbasso
- Chick Webb - batteria

Black Beauty

Cootie Williams and His Rug Cutters
- Cootie Williams - tromba
- Barney Bigard - clarinetto, sassofono tenore
- Johnny Hodges - sassofono soprano, sassofono alto
- Harry Carney - sassofono baritono
- Duke Ellington - pianoforte
- Billy Taylor - contrabbasso
- Sonny Greer - batteria

Diga Diga Doo

Cootie Williams and His Rug Cutters
- Cootie Williams - tromba
- Joe Nanton - trombone
- Johnny Hodges - sassofono soprano, sassofono alto
- Harry Carney - sassofono baritono
- Duke Ellington - pianoforte
- Hayes Alvis - contrabbasso
- Sonny Greer - batteria

She's Gone

Cootie Williams and His Rug Cutters
- Cootie Williams - tromba, voce
- Barney Bigard - clarinetto, sassofono tenore
- Johnny Hodges - sassofono soprano, sassofono alto
- Harry Carney - sassofono baritono
- Duke Ellington - pianoforte
- Billy Taylor - contrabbasso
- Sonny Greer - batteria

Boudoir Benny

Cootie Williams and His Rug Cutters
- Cootie Williams - tromba
- Barney Bigard - clarinetto, sassofono tenore
- Johnny Hodges - sassofono soprano, sassofono alto
- Harry Carney - sassofono baritono
- Duke Ellington - pianoforte
- Billy Taylor - contrabbasso
- Sonny Greer - batteria

The Boys from Harlem

Cootie Williams and His Rug Cutters
- Cootie Williams - tromba
- Barney Bigard - clarinetto, sassofono tenore
- Johnny Hodges - sassofono soprano, sassofono alto
- Otto Hardwicke - sassofono alto, sassofono basso
- Harry Carney - sassofono baritono
- Duke Ellington - pianoforte
- Billy Taylor - contrabbasso
- Sonny Greer - batteria

Gal-Avantin'

Cootie Williams and His Rug Cutters
- Cootie Williams - tromba
- Barney Bigard - clarinetto, sassofono tenore
- Johnny Hodges - sassofono soprano, sassofono alto
- Otto Hardwicke - sassofono alto, sassofono basso
- Harry Carney - sassofono baritono
- Duke Ellington - pianoforte
- Billy Taylor - contrabbasso
- Sonny Greer - batteria

Sharpie

Cootie Williams and His Rug Cutters
- Cootie Williams - tromba
- Scat Powell - voce
- Barney Bigard - clarinetto, sassofono tenore
- Johnny Hodges - sassofono soprano, sassofono alto
- Otto Hardwicke - sassofono alto, sassofono basso
- Harry Carney - sassofono baritono
- Duke Ellington - pianoforte
- Billy Taylor - contrabbasso
- Sonny Greer - batteria[3]